# Josh Sims
Joshua Samuel Sims (Yeovil, Inglaterra, Reino Unido, 28 de marzo de 1997) es un futbolista inglés. Juega de centrocampista y su equipo es el Yeovil Town F. C. de la National League.

## Trayectoria

### Southampton
Entró a las inferiores del Southampton F. C. en 2011. Luego de una campaña en el equipo sub-23 del club, debutó con el primer equipo el 27 de noviembre de 2016 contra el Everton F. C. en la Premier League. En su primer encuentro, el inglés asistió a Charlie Austin, quien anotó el gol de la victoria 1:0 ese día. Días después, el 8 de diciembre jugó su primer encuentro de Liga Europa de la UEFA en el empate 1:1 contra el Hapoel Be'er Sheva.
El 20 de agosto de 2018 fue enviado a préstamo al Reading F. C. para toda la temporada. Debutó dos días después en el empate 2:2 ante el Blackburn Rovers F. C. en la EFL Championship. Renovó su contrato con el club en diciembre de 2018. El jugador regresó al Southampton en enero de 2019.

#### Cesiones
El 7 de agosto de 2019 fue enviado a préstamo al New York Red Bulls de la MLS para el resto de año. El 20 de octubre anotó su primer gol profesional en la derrota por 4:3 ante el Philadelphia Union en los play-offs de la Copa MLS 2019. Jugó 9 encuentros ese año con los Red Bulls. Su préstamo se extendió hasta el 30 de junio de 2020.
En octubre volvió a ser cedido, marchándose en esta ocasión al Doncaster Rovers F. C. por tres meses. Al final se acabó quedando toda la temporada, y al final de la misma acabó abandonando Southampton de manera definitiva.

### Ross County
Tras varios meses sin equipo, el 14 de febrero de 2022 se comprometió con el Ross County F. C. Dejó el club al finalizar la temporada 2023-24 y en agosto de 2024 se unió al Yeovil Town F. C.

## Selección nacional
Jugó para las selecciones de Inglaterra sub-17 e Inglaterra sub-20. Fue parte del plantel que ganó el Campeonato Europeo Sub-17 de la UEFA 2014.

## Estadísticas
Actualizado al último partido disputado el 23 de mayo de 2024.
| Club | Div.          | Temporada     | Liga  | Liga  | Copas nacionales(1) | Copas nacionales(1) | Copas internacionales(2) | Copas internacionales(2) | Total | Total |
| Club | Div.          | Temporada     | Part. | Goles | Part.               | Goles               | Part.                    | Goles                    | Part. | Goles |
| --- | ------------- | ------------- | ----- | ----- | ------------------- | ------------------- | ------------------------ | ------------------------ | ----- | ----- |
| Southampton F. C. Inglaterra | 1.ª           | 2016-17       | 7     | 0     | 5                   | 0                   | 1                        | 0                        | 13    | 0     |
| Southampton F. C. Inglaterra | 1.ª           | 2017-18       | 6     | 0     | 1                   | 0                   | —                        | —                        | 7     | 0     |
| Southampton F. C. Inglaterra | 1.ª           | 2018-19       | 7     | 0     | 0                   | 0                   | —                        | —                        | 7     | 0     |
| Southampton F. C. Inglaterra | Total club    | Total club    | 20    | 0     | 6                   | 0                   | 1                        | 0                        | 27    | 0     |
| Reading F. C. Inglaterra | 2.ª           | 2018-19       | 17    | 0     | 1                   | 0                   | —                        | —                        | 18    | 0     |
| Reading F. C. Inglaterra | Total club    | Total club    | 17    | 0     | 1                   | 0                   | 0                        | 0                        | 18    | 0     |
| New York Red Bulls Estados Unidos | 1.ª           | 2019          | 8     | 1     | —                   | —                   | —                        | —                        | 8     | 1     |
| New York Red Bulls Estados Unidos | 1.ª           | 2020          | 2     | 0     | —                   | —                   | —                        | —                        | 2     | 0     |
| New York Red Bulls Estados Unidos | Total club    | Total club    | 10    | 1     | 0                   | 0                   | 0                        | 0                        | 10    | 1     |
| Doncaster Rovers F. C. Inglaterra | 3.ª           | 2020-21       | 28    | 1     | 2                   | 2                   | —                        | —                        | 30    | 3     |
| Doncaster Rovers F. C. Inglaterra | Total club    | Total club    | 28    | 1     | 2                   | 2                   | 0                        | 0                        | 30    | 3     |
| Ross County F. C. Escocia | 1.ª           | 2021-22       | 1     | 0     | ―                   | ―                   | ―                        | ―                        | 1     | 0     |
| Ross County F. C. Escocia | 1.ª           | 2022-23       | 21    | 0     | 6                   | 1                   | ―                        | ―                        | 27    | 1     |
| Ross County F. C. Escocia | 1.ª           | 2023-24       | 29    | 3     | 7                   | 1                   | ―                        | ―                        | 36    | 4     |
| Ross County F. C. Escocia | Total club    | Total club    | 51    | 3     | 13                  | 2                   | 0                        | 0                        | 64    | 5     |
| Yeovil Town F. C. Inglaterra | 5.ª           | 2024-25       | 0     | 0     | 0                   | 0                   | ―                        | ―                        | 0     | 0     |
| Yeovil Town F. C. Inglaterra | Total club    | Total club    | 0     | 0     | 0                   | 0                   | 0                        | 0                        | 0     | 0     |
| Total carrera | Total carrera | Total carrera | 126   | 5     | 22                  | 4                   | 1                        | 0                        | 149   | 9     |
| (1) Incluye datos de la FA Cup, la Copa de la Liga de Inglaterra y la Copa de la Liga de Escocia. (2) Incluye datos de la Liga Europa de la UEFA. |               |               |       |       |                     |                     |                          |                          |       |       |

## Palmarés

### Títulos internacionales
| Título                               | Selección         | País  | Año  |
| ------------------------------------ | ----------------- | ----- | ---- |
| Campeonato Europeo Sub-17 de la UEFA | Inglaterra sub-17 | Malta | 2014 |